# Acid (youtuber)
Nathan Vandergunst (Brugge, 29 juni 1999), beter bekend onder zijn pseudoniem Acid (uitspraak: [eɪsid]) is een Belgisch youtuber.
Zijn YouTube-kanaal genaamd "Acid" bestond sinds januari 2013. Op 14 mei 2019 bereikte het kanaal de grens van 400.000 abonnees. Op dat moment werd hij qua abonnees beschouwd als de grootste Nederlandstalige youtuber in België. In 2020 oversteeg het koppel CEMI dat aantal en nam het de plek over. Hij uploadt sinds eind 2019 niet meer op zijn eerste kanaal omdat hij daar geen inkomsten meer kan genereren en ging verder op zijn tweede kanaal genaamd ACID 2, dat meer dan 600.000 volgers (in 2024) heeft.

## Biografie
Vandergunst maakt voornamelijk video's over zijn persoonlijke leven en dingen die op dat moment spelen op het internet.
Op vroege leeftijd begon Vandergunst reeds met het plaatsen van video's op het internetplatform YouTube onder de naam coolenat. Hij maakte voornamelijk filmpjes over de third-person shooter Qpang. Op dertienjarige leeftijd richtte hij zijn kanaal YaDsAcid op, ook de naam die nog altijd zichtbaar is op Vandergunsts Twitch-kanaal. Hij zou zijn kanaal naar eigen zeggen vernoemd hebben naar het personage Acid Burn uit de in 1995 uitgebrachte film Hackers. Vanaf de start van zijn carrière heeft Vandergunst altijd voor iets meer dan de helft Nederlandse kijkers gehad. Hij wou zijn video's verstaanbaar maken voor al zijn kijkers, dus leerde hij zichzelf Standaardnederlands praten. Daardoor wordt zijn accent op het internet als een mengvorm van Vlaams en Nederlands beschouwd. Op zijn zeventiende werd hij van school gestuurd. Sindsdien is YouTube een fulltime job voor hem geworden.
Eind 2021 bracht hij samen met Joost en Apson de single Go, Acid! uit, wat zijn debuutsingle was. Het nummer stond 3 weken in de Vlaamse Ultratop 50, met plaats 41 als hoogste notering. Ze hebben dit nummer ook op verschillende festivals gespeeld, waaronder Rock Werchter.

### Onethische reclame
In 2018 werd Vandergunst "op de vingers getikt" door de Jury voor Ethische Praktijken inzake reclame. De aanleiding was een video waarin Vandergunst jongeren opriep om zijn truien te bestellen. Daarbij meldde hij dat de jongeren desnoods "de kredietkaart van hun ouders moesten stelen" om de trui te kunnen betalen. Na meermaals het schenden van de richtlijnen van zijn hoofdkanaal zijn zijn inkomsten op nieuwe video's afgesloten. Hij ging daarna verder op zijn tweede kanaal, genaamd ACID 2.

### YouTube-ruzie met CEMI
In 2020 liep het tot een relletje met Celine & Michiel, kortweg CEMI. Het begon toen Acid een reactievideo maakte op een van hun populaire videoclips, wat ertoe leidde dat fans veel negatieve opmerkingen deelden. De vete kreeg veel media-aandacht en het koppel beschuldigde hem van cyberpesten. Zelf heeft Acid ontkend dat hij aan cyberpesten deed.
Uiteindelijk greep YouTube in door video's die in strijd waren met hun pestbeleid te verwijderen. De VRT opende hierop een debat rond het gevaar van cyberpesten. Vlaams minister van Media Benjamin Dalle sprak zich uit om een gedragscode voor influencers op te stellen.

### Bekendmaking van namen veroordeelde Reuzegommers
In juni 2023 veroorzaakte Acid ophef door in een Youtube-video de namen, foto's en jobs te onthullen van leden van de studentenclub Reuzegom, die enkele dagen eerder veroordeeld werden door de Belgische rechtbank voor de dood van Sanda Dia tijdens een studentendoop in 2018, maar volgens Acid te licht gestraft werden. Ook oud-leden die niet terechtstonden, werden genoemd. Hij uitte ook bedreigingen. Youtube verwijderde de video wegens schending van hun beleid rond intimidatie en schorste het kanaal ACID 2 voor een week.
Acid liet in september 2023 in een van zijn video's weten dat hij voor de correctionele rechtbank moest verschijnen. Het parket had eerder laten weten geen onderzoek in te stellen als er geen klachten werden ingediend, maar Acid werd door een restauranthouder gedagvaard bij de correctionele rechtbank voor belaging, smaad, laster, eerroof, discriminatie en cyberpesten. Aanleiding was dat Acid ten onrechte de zoon ervan betichtte medeverantwoordelijk te zijn voor de dood van Dia, met een stroom van negatieve neprecensies en valse reserveringen voor het restaurant van zijn ouders. De zoon was weliswaar lid van Reuzegom, maar niet aanwezig bij de doop zelf en daarom niet veroordeeld. Op 22 februari 2024 werd Acid veroordeeld voor elektronische belaging. Er werd een boete en een provisionele schadevergoeding opgelegd, met daarnaast een voorwaardelijke celstraf van drie maanden. Acid ging niet in hoger beroep tegen zijn veroordeling. Hij startte een crowdfunding op om de boete, de schadevergoeding en proceskosten te kunnen betalen. Na enkele dagen had hij al 160.000 euro opgehaald. Enig bedrag dat overblijft na betalingen wil hij storten aan de Sanda Dia Foundation, opgericht door Sanda's vader Ousmane.

### Bekendmaking naam van veroordeelde verkrachter
Begin april 2025 maakte Acid de naam bekend van een 24-jarige student die opschorting van straf kreeg in een verkrachtingszaak. De opschorting zou verband houden met het feit dat de student 'een getalenteerd en geëngageerd persoon' was. Acid was het er niet mee eens dat de student geen straf kreeg opgelegd en openbaarde daarom de naam op zijn youtubekanaal. Op 8 april 2025 heeft Acid bekend gemaakt dat het Parket West-Vlaanderen een onderzoek opstart inzake de bekendmaking van de naam van de student door Acid. Acid heeft hiermee mogelijk de voorwaarden van zijn voorwaardelijke straf geschonden die tegen hem was uitgesproken in de zaak rondom de dood van Sanda Dia en de veroordeelde Reuzegommers. Acid zou namelijk nog 3 maanden gevangenisstraf kunnen krijgen als hij wederom de privacy van derden zou schenden.

## Discografie
| Single met hitnotering(en) in de Vlaamse Ultratop 50 | Datum van verschijnen | Datum van binnenkomst | Hoogste positie | Aantal weken | Opmerkingen             |
| ---------------------------------------------------- | --------------------- | --------------------- | --------------- | ------------ | ----------------------- |
| Go, Acid!                                            | 2021                  | 14-12-2021            | 41              | 3            | met Joost & Apson       |
| Go, Acid! - Used Remix                               | 2022                  | 24-03-2022            | -               | -            | met Used, Joost & Apson |
| Disco Belgica                                        | 2022                  | 30-09-2022            | -               | -            | met Joost & Apson       |
| Topshit                                              | 2025                  | 29-06-2025            | -               | -            | met Used                |

## Prijzen
| Jaar | Prijs                           | Categorie                       | Resultaat   |
| ---- | ------------------------------- | ------------------------------- | ----------- |
| 2016 | Nickelodeon Kids' Choice Awards | Favoriete vlog                  | Gewonnen    |
| 2018 | VEED Awards                     | Beste vlogger                   | Genomineerd |
| 2021 | De Jamies                       | Beste Gamestreamer              | Genomineerd |
| 2021 | De Jamies                       | Beste Vlog                      | Gewonnen    |
| 2021 | De Jamies                       | Beste content creator           | Gewonnen    |
| 2022 | De Jamies                       | Beste YouTuber                  | Genomineerd |
| 2022 | De Jamies                       | Beste content creator           | Gewonnen    |
| 2023 | De Jamies                       | Beste Vlog                      | Gewonnen    |
| 2023 | De Jamies                       | Beste Gamestreamer              | Gewonnen    |
| 2023 | De Jamies                       | Quarter Life Achievement        | 3de         |
| 2023 | Legends of Gaming NL            | Legends of Gaming 2022-2023     | 9e          |
| 2024 | De Jamies                       | Long Jamie                      | Gewonnen    |
| 2025 | De Jamies                       | Long Jamie                      | Genomineerd |
| 2025 | De Jamies                       | Commercial Collab (Bonnetje.nl) | Genomineerd |

## Trivia
- In het komisch tv-programma RIP 2020 werd de YouTube-ruzie tussen Vandergunst en CEMI geparodieerd als een rechtszaak.[21]
- Op 10 februari 2021 werd het Twitteraccount van Minister Ben Weyts gehackt. De hacker plaatste de zinnen "I love acid (niet de drug)" en "Acid is not responsible" op het account van de minister.[22]
- In november 2021 deed Acid mee aan het negentiende seizoen van het tv-programma De Slimste Mens ter Wereld. Hij won de eerste twee afleveringen en werd in de finale van de derde aflevering uitgeschakeld door hockeyspeler Alexander Hendrickx. Dat resultaat leek in eerste instantie onvoldoende voor een plek in de finaleweken, maar doordat basketballer Jean-Marc Mwema zich terugtrok, mocht Vandergunst alsnog deelnemen.[23]